# Taylor Hall (Eishockeyspieler, 1964)
Taylor Hall (* 20. Februar 1964 in Regina, Saskatchewan) ist ein ehemaliger kanadischer Eishockeyspieler, -trainer und derzeitiger -funktionär, der im Verlauf seiner aktiven Karriere zwischen 1981 und 1996 unter anderem 41 Spiele für die Vancouver Canucks und Boston Bruins in der National Hockey League auf der Position des rechten Flügelstürmers bestritten hat.

## Karriere
Hall verbrachte seine Juniorenzeit zwischen 1981 und 1984 drei Jahre lang bei den Regina Pats aus seiner Geburtsstadt in der Western Hockey League. Dort schaffte es der Flügelstürmer in seinem letzten Jahr in First All-Star Team der Eastern Conference. Allein in diesem Spieljahr sammelte Hall in 92 Einsätzen 183 Scorerpunkte. Zudem war er bereits nach seinem Rookiejahr in der sechsten Runde des NHL Entry Draft 1982 an 116. Position von den Vancouver Canucks aus der National Hockey League ausgewählt worden.
Nachdem Hall bereits zum Ende der Saison 1983/84 sein Debüt für die Vancouver Canucks in der NHL gefeiert hatte, stand er zu Beginn der folgenden Spielzeit fest im Kader. Er bestritt jedoch aufgrund einer Knieverletzung lediglich sieben Partien in dieser Saison. In der Folge konnte der Angreifer nicht mehr an sein vorheriges Potential anknüpfen. Er verbrachte zwischen 1985 und 1987 die meiste Zeit im Farmteam Vancouvers, den Fredericton Express aus der American Hockey League. Anschließend verließ er als Free Agent die Organisation der Canucks und schloss sich im Juli 1987 dem Ligakonkurrenten Boston Bruins an. Dort kam er im Spieljahr 1987/88 aber ebenfalls nicht über eine Rolle im Farmteam mit gelegentlichen NHL-Einsätzen hinaus.
Im Verlauf der Saison 1988/89, nachdem er zunächst in der AHL für die Maine Mariners und Newmarket Saints aufgelaufen war, wechselte er nach Europa. Dort spielte er bis zum Frühjahr 1989 in der italienischen Serie A1 für Asiago Hockey, in der zu dieser Zeit nordamerikanische Spieler sehr gefragt waren. Dennoch kehrte der Kanadier schon im Sommer 1989 auf den nordamerikanischen Kontinent zurück. Der Stürmer verbrachte die Saison 1989/90 erneut in der AHL, wo sein Arbeitgeber die New Haven Nighthawks waren. Zum folgenden Spieljahr folgte ein einjähriges Gastspiel in der International Hockey League bei den San Diego Gulls. Zur Saison 1991/92 versuchte Hall sein Glück erneut in Europa. Dort lief er für den Mannheimer ERC in der deutschen Eishockey-Bundesliga sowie Furuset IF in der norwegischen Eliteserien auf.
Zur Saison 1992/93 kehrte der Angreifer aber wieder nach Nordamerika zurück. Der mittlerweile 28-Jährige ließ seine Karriere in den folgenden vier Spielzeiten bei den Tulsa Oilers in der Central Hockey League ausklingen. Mit der Mannschaft gewann er im Frühjahr 1993 den Ray Miron Cup. Insgesamt bestritt er 276 Spiele für die Oilers und sammelte dabei 267 Scorerpunkte, ehe er seine aktive Karriere im Sommer 1996 für beendet erklärte.
Im Anschluss an seine aktive Karriere wurde Hall umgehend Cheftrainer der New Mexico Scorpions aus der Western Professional Hockey League. Dieses Amt bekleidete er für zwei Spielzeiten, ehe er in selber Position im Sommer 1998 den Ligakonkurrenten Corpus Christi IceRays übernahm. Dort wurde er mit Beginn der Saison 2000/01 zusätzlich General Manager und betreute das Team auch nach dem Wechsel in die Central Hockey League zur Spielzeit 2001/02. Seinen Posten als Cheftrainer stellte er im Saisonverlauf aber zur Verfügung und verließ die Mannschaft nach der Saison vollends. Es folgte eine einjährige Pause, ehe er zur Saison 2003/04 Präsident und General Manager der Alabama Slammers aus der neu gegründeten World Hockey Association 2 wurde. Durch die Auflösung der Liga verlor er diese Anstellungen aber im Sommer 2004. Erst zur Saison 2008/09 trat Hall erneut in Erscheinung und ist seitdem General Manager seines Ex-Klubs Tulsa Oilers in der CHL.

## Erfolge und Auszeichnungen
- 1984 WHL East First All-Star Team
- 1993 Ray-Miron-Cup-Gewinn mit den Tulsa Oilers

## Karrierestatistik
(Legende zur Spielerstatistik: Sp oder GP = absolvierte Spiele; T oder G = erzielte Tore; V oder A = erzielte Assists; Pkt oder Pts = erzielte Scorerpunkte; SM oder PIM = erhaltene Strafminuten; +/− = Plus/Minus-Bilanz; PP = erzielte Überzahltore; SH = erzielte Unterzahltore; GW = erzielte Siegtore; 1 Play-downs/Relegation; Kursiv: Statistik nicht vollständig)